# Wheel series
Der Ausdruck wheel series, auch wheel show, bezeichnet im US-amerikanischen Fernsehwesen ein Format, bei dem mehrere verschiedene Fernsehserien abwechselnd zur gleichen Sendezeit laufen und somit eine Einheit bilden, oftmals auch unter einem gemeinsamen Namen, dem sogenannten umbrella title (abgeleitet von dem englischen Ausdruck für Regenschirm). Bei der Variante werden nicht die unterschiedlichen Serien als eigenständig vermarktet, sondern das übergeordnete Format.
Die bekannteste Form der wheel series waren die NBC Mystery Movies in den USA, wo unter ebendiesem Titel ab 1971 im Wechsel verschiedene TV-Serien zur gleichen Sendezeit liefen. In der Erstfassung waren dies Ein Sheriff in New York, Columbo und McMillan & Wife. Nach dem großen Erfolg der wheel series unter dem umbrella title NBC Mystery Movie (u. a. Platz 14 bei den TV-Einschaltquoten 1971/72) wurden diverse der Serien auch eigenständig vermarktet und weltweit bekannt, so neben Columbo z. B. Quincy.